# Station Mierzewo
Station Mierzewo is een spoorwegstation in de Poolse plaats Mierzewo.